# 1. Münchner FC 1896
1. FC Münchner FC 1896 was een Duitse voetbalclub uit de Beierse hoofdstad München. De club was in 1900 een van de stichtende clubs van de Duitse voetbalbond.

## Geschiedenis
De club werd ondanks het jaartal 1896 in de naam pas in 1899 opgericht. De club zag zich als de directe opvolger van de vermoedelijk eerste voetbalclub van de stad Terra Pila, die op 5 september 1896 opgericht werd.
Het voetbal kwam redelijk laat naar de Beierse grootstad München. Terwijl in Berlijn en Hamburg al voetbalbonden bestonden die competitie organiseerden werd in 1896 pas de eerste club opgericht in München. Studenten stichtten Terra Pila, een club met een Latijnse naam. Wedstrijden werden gespeeld op de Theresienwiese, waar tegenwoordig het Oktoberfest plaatsvindt. Of deze club de oudste van de stad is is niet meer te achterhalen. Datzelfde jaar werd ook FC Nordstern 1896 München opgericht, dat zich toen de eerste club van de stad noemde. In 1898 of 1899 werd de club ontbonden. Enkele spelers sloten zich aan bij MTV München 1879, dat in 1897 met een voetbalafdeling was begonnen en andere spelers stichtten 1. Münchner FC. Intussen kwamen er steeds meer clubs in de stad met FC Bavaria 1899 München en de voetbalafdeling van TV 1860 en in februari 1900 splitste FC Bayern zich af van MTV München. In maart 1900 was 1. Münchner FC de allereerste tegenstander op de Schyrenwiese. Bayern won de wedstrijd met 5:2. Ook tegen TV 1860, dat enkel onderlingen wedstrijden organiseerd, was de club eerste tegenstander op 27 juli 1902 en won met 2:4.
Op verzoek van Bayern München werd er in 1902 een officieus stadskampioenschap gespeeld, buiten Bayern en FC 1896 namen ook MTV 1879 en Bavaria 1899 deel. De club werd laatste. In 1902/03 nam de club deel aan de Zuid-Duitse eindronde en werd door Bavaria verslagen met 16:0. Enkele jaren later speelde de club niet meer in de hoogste klasse. In 1910 werd de club ontbonden.